# Golfo de Davao

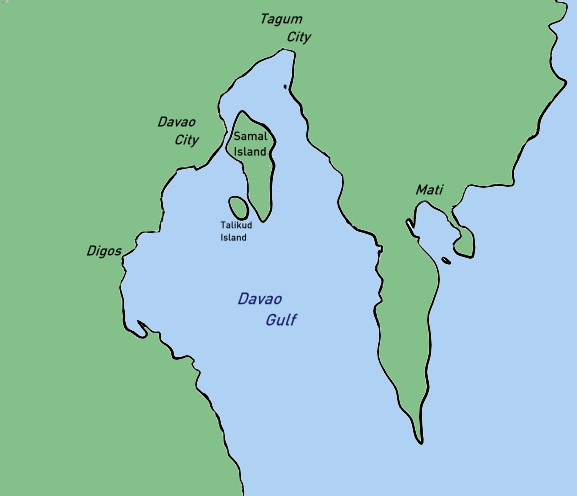
Mapa do golfo de Davao

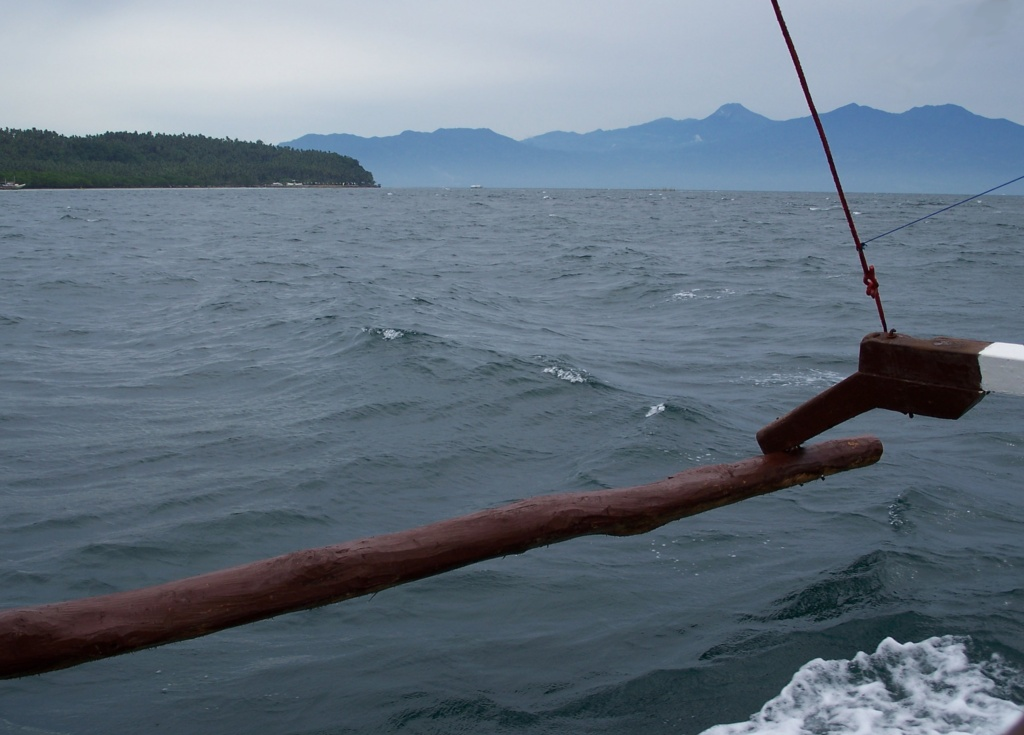
Imagem do golfo de Davao. Do lado esquerdo fica a ilha Talikud, e ao fundo as montanhas de Mindanao, a sul de Davao City.

O golfo de Davao é um golfo junto da costa sudeste da ilha de Mindanao nas Filipinas. Tem uma área de cerca de 3000 km².
O golfo de Davao abre a sul ao mar das Celebes. Está rodeado por quatro províncias na Região de Davao. A maior ilha no golfo é a ilha Samal. Davao City, na costa ocidental, é o maior e mais movimentado porto no golfo. Os Bagobo, uma tribo de Davao, vivem na área do golfo de Davao.